# Walter Bäumer
Walter Bäumer, nemški dirkač, * 17. oktober 1908, Bünde, Westphalia, Nemčija, † 29. junij 1941, Herford, Westphalia, Nemčija.
Walter Bäumer se je rodil 17. oktobra 1908 v nemškem mestecu Bünde, Westphalia. Leta 1928 se je začel ukvarjati z motociklizmom. Pokazal je velik talent z dvanajstimi zmagami, toda po hujši nesreči se je preusmeril v avtomobilistično dirkanje, najprej z 0,75L Dixijem in BMWjem. Bäumer, ki je imel vzdevek »Walter von der Wartburg«, ker je dirkal z BMW Wartburgom, je med letoma 1932 in 1953 dominiral na gorskih dirkah z 747 cm³ Austinom in v nemški seriji športnih dirkalnikov do 0,75L. Od leta 1935 je dirkal tudi z dirkalnikom MG K3 Magnette. Uspehi so mu odprli vrata v moštvo Mercedes-Benz, v katerem je bil med sezonama 1937 in 1939 testni in rezervni dirkač. Edino priložnost je dobil na treningu pred dirko za Veliko nagrado Nemčije, kjer je naredil le nekaj krogov, zato ni imel prave priložnosti dokazati svojega talenta. Njegov največji uspeh je prišel leta 1940, ko je zmagal na znameniti dirki Mille Miglia, kjer je dirkal skupaj s Huschkejem von Hansteinom. Leta 1941 je umrl v nenavadni prometni nesreči, Bäumerja je poljubljala sopotnica v avtomobilu, ko so se v ovinku nenadoma odprla vrata avtomobila, skozi katera je padel, pri čemer je dobil smrtne poškodbe, ko ga je v vrat zadel oster lesen predmet. 